# Schwarzberghorn
Schwarzberghorn är en bergstopp i Schweiz.   Den ligger i distriktet Visp och kantonen Valais, i den södra delen av landet, 110 km söder om huvudstaden Bern. Toppen på Schwarzberghorn är 3 609 meter över havet, eller 55 meter över den omgivande terrängen. Bredden vid basen är 0,38 km.
Terrängen runt Schwarzberghorn är huvudsakligen mycket bergig. Runt Schwarzberghorn är det glesbefolkat, med 8 invånare per kvadratkilometer.. Närmaste större samhälle är Zermatt, 12,6 km väster om Schwarzberghorn. 
Trakten runt Schwarzberghorn består i huvudsak av gräsmarker.